# Marsk Stiggletsjer
De Marsk Stiggletsjer is een gletsjer in Nationaal park Noordoost-Groenland in het noordoosten van Groenland. 

## Geografie
De gletsjer ligt in het noorden van het Kroonprins Christiaanland, ten westen van de grote ijskap in het noordelijk deel van het schiereiland. Hij is zuidoost-noordwest georiënteerd en heeft een lengte van meer dan tien kilometer. Hij mondt in het noordwesten uit in baai van het Danmarkfjord. 